# AYANEO
AYANEO是一个由中国大陆的同名团队打造的游戏掌机品牌。品牌曾用名有AYA掌机、AYA NEO、亚诺掌机等。

## 概述
AYANEO起源于绰号“A叔”的独立掌机开发者AYA的创业项目，希望打造一款能够运行3A游戏的Windows掌机。2020年4月18日，AYA掌机的原型机公开。2020年11月7日，发布了创始版掌机产品AYA NEO FOUNDER，并进行公开预定。2021年3月22日，团队发布了搭载AMD Ryzen 5 4500U处理器的第一代AYA NEO并开启预售。2021年5月6日，现任CEO尾巴大叔宣布完成对AYANEO品牌及公司全部股权的收购。2021年8月，AYANEO开始了Windows掌机游戏管理软件AYASpace的公开测试。

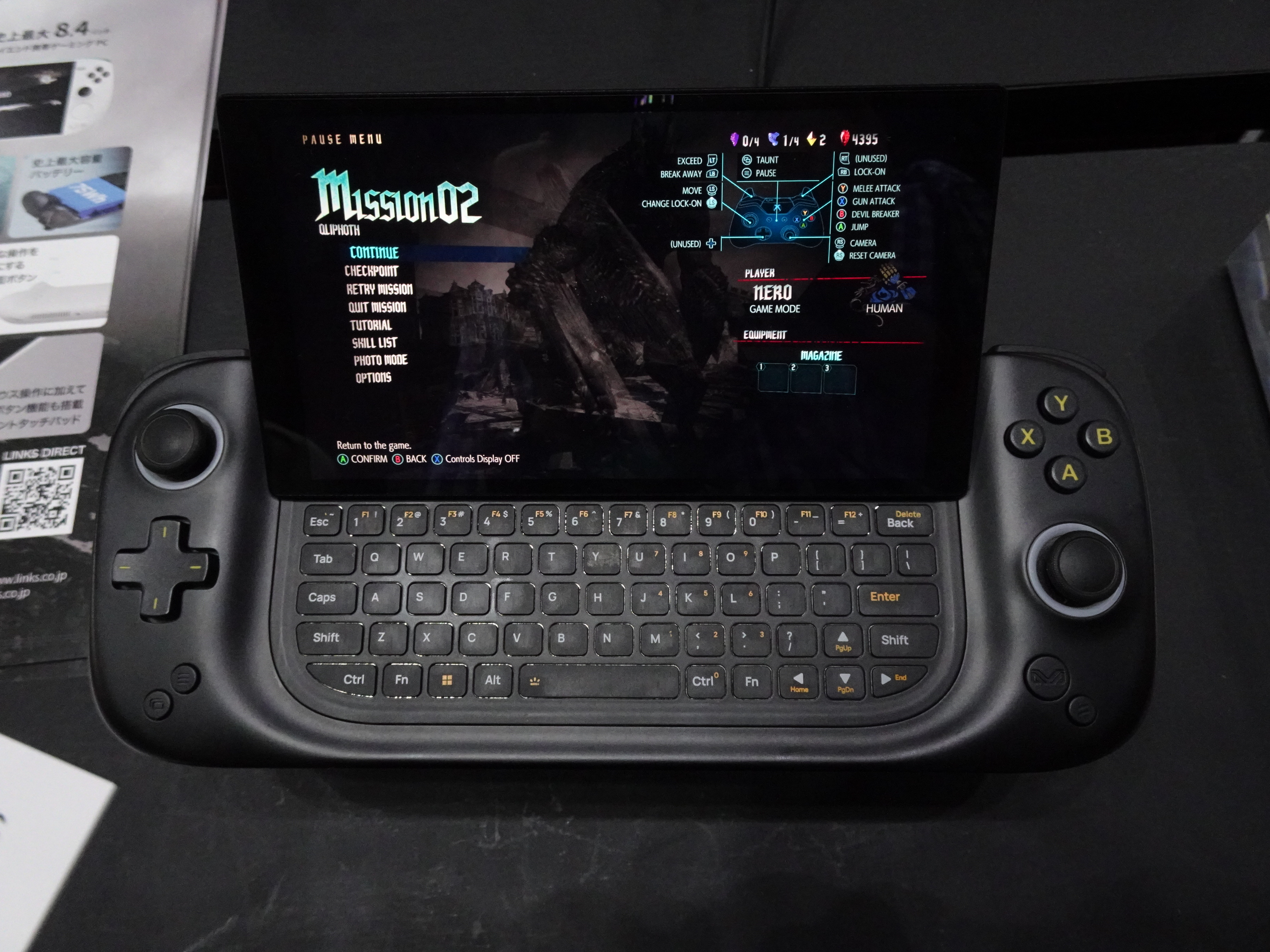
AYANEO于2023年发布的掌机产品AYANEO SLIDE

AYANEO的产品线包含多个Windows掌机系列，如AYANEO KUN、AYANEO FLIP、AYANEO SLIDE等。此外还有安卓掌机AYANEO Pocket系列、迷你主机Retro Mini PC系列以及相关配件、周边产品。

## AYANEO 2021
AYANEO 2021是全球首款基于7nmAMD处理器打造的Windows掌机，其搭载AMD Ryzen 5 4500U处理器，配备7英寸1280*800分辨率屏幕、16GB LPDDR4x内存、512GB/1TB NVMe SSD和47Wh大电池。
2021年8月，处理器升级为AMD Ryzen 7 4800U的AYANEO 2021 Pro正式发售。此后，Windows掌机行业进入高速发展阶段。

## AYANEO NEXT
2022年1月，创新的AYANEO NEXT正式发布。AYANEO NEXT定位为“探索未来”的Windows掌机，采用Windows掌机前所未有的“NEXT”外观设计语言与人体工学握把设计，拥有微风蓝 / 活力白 / 午夜蓝 / 石墨黑等多彩配色；首发搭载AMD Ryzen 7 5825U旗舰处理器，并首次为Windows掌机引入无漂移无死区、操控更精准的霍尔大摇杆和行程更长、反馈更精准的线性霍尔扳机。
此外，AYANEO NEXT配备7英寸1280*800分辨率的高亮度IPS屏幕，内置16GB LPDDR4x内存、512GB/1TB/2TB NVMe SSD和47Wh大电池。之后的AYANEO NEXT Pro 进一步升级为32GB LPDDR4x内存，并拥有“深空银”专属配色。

## AYANEO AIR
2022年5月，基于全新理念设计的AYANEO AIR系列正式发布。AYANEO AIR系列采用与众不同的超轻薄设计语言，也是全球首款搭载5.5英寸1080P OLED屏的Windows掌机，也首次为Windows掌机引入无漂移、操控精准的霍尔小摇杆，以及八大功能的Master全能手柄。AYANEO AIR系列包括 AIR标准版和AIR Pro两个版本。
AYANEO AIR 标准版厚度为18mm，重量仅为398g，是最轻薄的Windows掌机，同时还具备全面贴合掌握的握把轮廓，久玩不累的舒适握感；整个机身可视范围内仅有底部两颗螺丝，全新UV工艺打造，耐脏耐刮不沾指纹；搭载AMD Ryzen 5 5560U处理器，8/16GB LPDDR4x内存、128/256/512GB NVME SSD和28Wh电池；以及极光白/樱花粉/极夜黑/Retro Power四款基础配色。
AYANEO AIR Pro厚度为21.6mm，重量为440g，拥有AMD Ryzen 5 5560U处理器和更强的5825U处理器版本，电池容量升级为38Wh，提供16/32GB LPDDR4x内存和512GB/1TB/2TB NVME SSD。
AYANEO AIR系列开创了Windows掌机联名的先河，先后与潮玩品牌B.Duck和魅族PANDAER合作，推出AYANEO AIR x B.Duck小黄鸭联名限定款和AYANEO AIR x PANDAER联名款。

## AYANEO 2 & GEEK
2022年9月，再次突破Windows掌机设计的AYANEO 2和超值又超强的AYANEO GEEK正式发布。AYANEO 2首次为Windows掌机引入无边框全面屏设计，实现屏占比极高的7英寸1920*1200分辨率的镜面屏，全机身无裸露螺丝使整机呈现前所未有的一体化设计美学，独创的“婴儿睡姿”握把带来贴合手掌的舒适握感；同时带来天镜白和星耀黑两种简约而极酷的颜色选择，集科技感与优雅于一身，堪称 Windows 掌机的颜值担当。
AYANEO 2搭载AMD Ryzen 7 6800U旗舰处理器，提供16/32GB LPDDR5 6400内存和512GB/1TB/2TB PCIe 4.0 SSD以及50.25Wh超大电池；标配霍尔大摇杆和线性霍尔扳机组合，支持八大功能的Master 全能手柄，以及Windows掌机首次配备的HD线性马达，带来精准沉浸的操控体验；AYANEO自研的SoundTAPMagic功能，为复古游戏适配振感功能；两个USB4 Type-C接口提供最高40Gbps传输速率，可外接显卡扩展坞。AYANEO 2延续与潮玩品牌B.Duck的合作，推出AYANEO 2 x B.Duck小黄鸭粉蓝配色。
AYANEO GEEK和AYANEO 2拥有同样的屏幕尺寸、“婴儿睡姿”握把以及整机 360° 无外露螺丝设计语言，拥有幻黑配色。AYANEO GEEK同样搭载AMD Ryzen 7 6800U旗舰处理器，提供1280*800和1920*1200两个屏幕分辨率的版本，配备霍尔大摇杆和线性霍尔扳机，全新的极客手柄和50.25Wh超大电池，以及16/32GB LPDDR5 6400内存和512GB/1TB/2TB PCIe 3.0 SSD。

## AYANEO AIR Plus
2023年2月，强悍性能钢炮AYANEO AIR Plus正式发布。AYANEO AIR Plus不仅搭载巅峰性能的AMD Ryzen 7 6800U处理器，同时提供 Intel i3 1215U和AMD Mendocino 7520U/7320U版本，带来更大屏享受、更强劲散热、更长久续航和更震撼音效。
AYANEO AIR Plus配备6英寸1920*1080分辨率的高素质IPS原彩屏，机身厚度为23.1mm，6800U版本重量为525g，是当时最轻薄的6800U掌机，Intel i3 1215U和AMD Mendocino 7520U/7320U版本则轻至510g；机身采用高级UV喷涂工艺，星夜黑/冰川蓝配色，6800U版本独占元祖灰配色；配备人体工学握把，整机可视范围内仅底部两颗螺丝，耐脏耐刮不容易沾指纹，延续AIRTouch独特质感。
AYANEO AIR Plus搭载霍尔摇杆和线性霍尔扳机，以及八大功能的Master全能手柄，内置46.2Wh大电池和最高28W强悍散热模块，提供8/16/32GB LPDDR5 内存和128GB/512GB/1TB/2TB PCIe 3.0 SSD。

## AYANEO 2S & GEEK 1S
2023年5月，全新升级的AYANEO 2S和GEEK 1S正式发布。AYANEO 2S和GEEK 1S首批搭载AMD Ryzen 7 7840U旗舰处理器，其绝对性能和能效表现迈上新台阶，搭配AYANEO全新开发的“3+1”三铜管散热模组，为玩家带来更流畅的3A游戏体验。此外，AYANEO 2S是全球首款完成量产发货的AMD 7840U掌机。
AYANEO 2S新增机身快拆设计，并在机身细节上做了多项修改，提升手感体验；同时延续AYANEO 2首发的7英寸1920*1200分辨率的无边框镜面屏、全机身无裸露螺丝设计、“婴儿睡姿”握把、霍尔大摇杆+线性霍尔扳机，Master全能手柄、50.25Wh超大电池、HD线性马达、机身+手柄双六轴陀螺仪等旗舰配置；最高提供64GB LPDDR5x 7500+4TB PCIe 4.0 SSD的豪华存储组合，率先开启 Windows 掌机大容量内存+大容量存储时代。
AYANEO 2S在保留天镜白/星耀黑/B.Duck小黄鸭粉蓝配色的基础上，新增B.Duck小黄鸭趣黑配色，提供64GB+4TB豪华存储组合。
AYANEO GEEK 1S则延续AYANEO GEEK的超值性价比，同样搭载 AMD Ryzen™ 7 7840U 旗舰处理器与「3+1」三铜管散热模块，新增皓白与星云紫艺术级配色，配备7英寸1280*800高素质屏幕、极客手柄、50.25Wh 超大电池、双 X 轴线性马达，以及机身快拆设计、机身模具优化、扳机结构优化等多项升级。

## AYANEO AIR 1S
2023年7月，轻薄便携、性能强悍的AYANEO AIR 1S正式发布。AYANEO AIR 1S标准版延续AIR系列的轻薄美型设计，机身薄至21.6mm，轻至450g，是AYANEO第二款搭载AMD Ryzen 7 7840U旗舰处理器的Windows 掌机，可提供25W的插电状态TDP上限以及20W的离电状态 TDP上限。
AYANEO AIR 1S标准版配备5.5英寸1920*1080分辨率的高素质OLED屏，拥有极光白/极夜黑/Retro Power三个经典配色，标配霍尔摇杆、线性霍尔扳机和八大功能的Master全能手柄，以及经过调优的ABXY键和十字键；轻薄机身实现媲美7英寸掌机的散热能力，同时内置38Wh电池，兼顾续航与强悍性能输出。
更极致轻薄的AYANEO AIR 1S超薄限定款的机身厚度为18mm，重量仅为405g，同样搭载AMD Ryzen 7 7840U旗舰处理器，是真正意义上的当前全世界最轻薄的 AMD 7840U 掌机，可提供18W插电状态TDP上限和15W离电状态TDP 上限；内置28Wh电池，拥有专属的经典复古配色，致敬经典的NES游戏机。

## AYANEO KUN
2023年8月，高端大屏旗舰掌机AYANEO KUN正式发布。AYANEO KUN拥有前所未有的大屏掌机体验，配备8.4英寸2560*1600分辨率的超高清IPS原彩屏，具备传统大屏掌机所不具备的美型设计以及经过全方位优化的大屏掌机手感体验，提供白裳/墨羽/银翼三个配色，并在机身背面加入可调节角度折叠支架，扩展更多使用场景。
AYANEO KUN搭载AMD Ryzen 7 7840U旗舰处理器，配备“鲲鹏”散热系统，可实现惊人的54W TDP性能释放，是目前性能输出最强悍的Windows掌机。此外，凭借超大机身，AYANEO KUN内置75Wh超大容量电池，是 Windows 掌机有史以来容量最大的电池。AYANEO KUN 也是首款采用双触控板的 Windows 掌机，支持自定义程度极高的手势操作和按键映射功能。

## 外部連結
- AYANEO官方网站 （页面存档备份，存于）
- AYANEO掌机的新浪微博
- AYANEO掌机的哔哩哔哩个人空间
- AYANEO的X（前Twitter）
- AYANEO的Facebook專頁
- AYANEO Official的Instagram帳戶
- YouTube上的AYANEO頻道